# Chiloglanis benuensis
Chiloglanis benuensis е вид лъчеперка от семейство Mochokidae. Видът е световно застрашен, със статут Уязвим.

## Разпространение
Разпространен е в Камерун и Нигерия.